# Échalou
Échalou ist eine französische Gemeinde mit 328 Einwohnern (Stand 1. Januar 2022) im Département Orne in der Region Normandie (vor 2016 Basse-Normandie). Sie gehört zum Arrondissement Argentan und zum Kanton La Ferté-Macé (bis 2015 Messei). Die Einwohner werden Échaluviens genannt.

## Geografie
Échalou liegt etwa 40 Kilometer westlich von Argentan. Umgeben wird Échalou von den Nachbargemeinden Landigou im Norden, Bellou-en-Houlme im Osten und Nordosten, Saires-la-Verrerie im Süden, Saint-André-de-Messei im Südwesten sowie Messei im Westen.

## Bevölkerungsentwicklung
| 1962                      | 1968 | 1975 | 1982 | 1990 | 1999 | 2006 | 2011 | 2016 |
| ------------------------- | ---- | ---- | ---- | ---- | ---- | ---- | ---- | ---- |
| 299                       | 270  | 250  | 306  | 323  | 305  | 331  | 359  | 392  |
| Quelle: Cassini und INSEE |      |      |      |      |      |      |      |      |

## Sehenswürdigkeiten
- Kirche Notre-Dame, 1850 bis 1860 erbaut

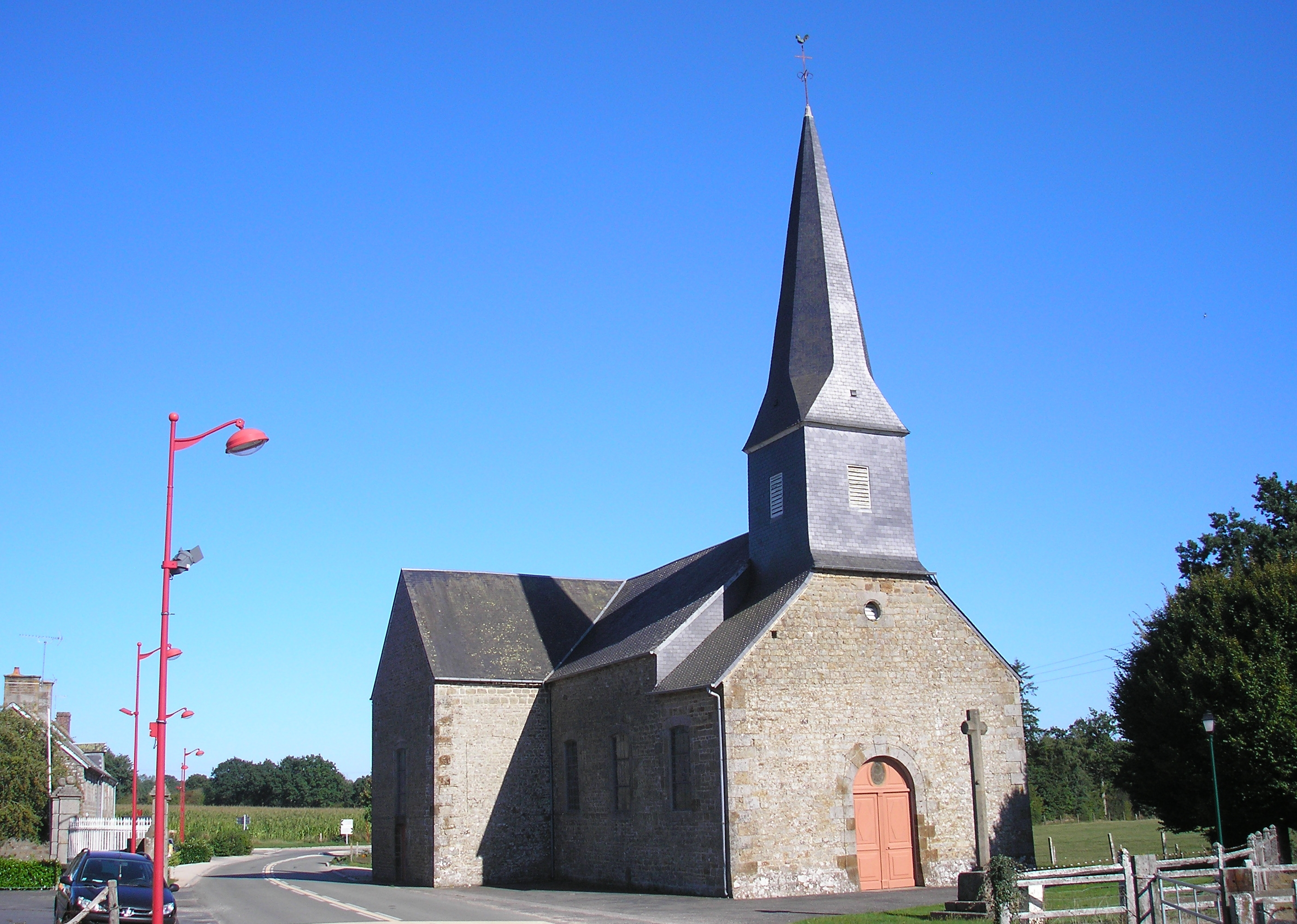
Kirche Notre-Dame